# Adam Stefanów
Adam Stefanów (* 22. März 1994) ist ein polnischer Snookerspieler, der 2015 die polnische Snooker-Meisterschaft gewann und von 2018 bis 2020 auf der Snooker Main Tour spielte.

## Karriere

### Amateurkarriere
Seine ersten Titel im Juniorenbereich gewann Adam Stefanów 2009, als er in den Altersklassen U-16 und U-19 Polnischer Meister wurde. Bereits ein Jahr war er erstmals in die Finalrunde der U-19-Europameisterschaft eingezogen, bei der er in der ersten Runde gegen den Belgier Kristof Vermeiren verlor. Im Juni 2008 schied er bei seiner ersten Teilnahme an der Herren-EM in der Vorrunde aus. Bei den U-19-Europameisterschaften 2009 und 2010 schied er erneut in der Runde der letzten 32 aus. Im Juli 2010 nahm er erstmals an der U-21-Weltmeisterschaft teil und schied dort in der Vorrunde aus. 2010 gelang es ihm zudem, seinen Polnischen Meistertitel bei den U-16-Junioren erfolgreich zu verteidigen.
In der Saison 2010/11 nahm Stefanów an zwei Turnieren der neu eingeführten Players Tour Championship teil. Nachdem er beim Auftaktturnier in der Runde der letzten 128 gegen Graeme Dott ausgeschieden war, erreichte er bei den Brugge Open 2010 durch einen Vorrundensieg gegen seinen Landsmann Krzysztof Wróbel ebenfalls die Hauptrunde, in der er sein Erstrundenmatch gegen den Chinesen Liang Wenbo verlor. Im April 2011 zog er bei der nun als U-21-Wettbewerb ausgetragenen Junioren-EM durch einen 4:1-Sieg gegen Jurian Heusdens erstmals ins Achtelfinale ein, in dem er Robert Carlisle mit 3:4 unterlag. 2011 wurde er außerdem zum dritten Mal in Folge Polnischer U-16-Meister.
In der Saison 2011/12 nahm Stefanów erneut an zwei PTC-Turnieren teil, schied aber sowohl beim zweiten Turnier der Saison als auch beim Warsaw Classic 2011 in der Qualifikation aus. Bei der U-21-EM 2012 unterlag er im Achtelfinale dem Waliser Jamie Rhys Clarke. Im Juli 2012 erreichte er nach einem 5:2-Sieg gegen Boonyarit Keattikun das Achtelfinale der U-21-WM, das er mit 1:5 gegen Zhao Xintong verlor. Im November 2012 schaffte er es bei seiner ersten Teilnahme an der Amateur-Weltmeisterschaft in die Finalrunde, in der er in der ersten Runde mit 3:4 gegen den Schweizer Alexander Ursenbacher ausschied.
Im März 2013 erreichte Stefanów nach einem Sieg gegen Kacper Filipiak das Achtelfinale der U-21-Europameisterschaft, in dem er dem Engländer Elliot Slessor mit 0:4 unterlag. Bei der Herren-EM 2013 zog er nach Siegen gegen Georgi Welitschkow und Kristjan Helgason ebenfalls in die Runde der letzten 16 ein, in der er gegen Duncan Bezzina ausschied. Einen Monat später schaffte er es bei der U-21-WM in die Runde der letzten 32 und verlor dort gegen Jordan Winbourne. In der Saison 2013/14 nahm er an drei PTC-Turnieren teil. Nachdem er beim Kay Suzanne Memorial Cup und bei den Antwerp Open 2013 in der Vorrunde ausgeschieden war, zog er bei den Gdynia Open 2014 in die Hauptrunde ein und schied in der Runde der letzten 128 gegen Neil Robertson aus. Bei der U-21-EM 2014 schied er in der Runde der letzten 32 gegen Sascha Breuer aus.
Im Mai 2014 versuchte er sich über die Q School für die Main Tour zu qualifizieren, kam aber nicht über das Viertelfinale beim zweiten Turnier hinaus und verpasste damit die Qualifikation. Im Juni 2014 schied er im Sechzehntelfinale der Europameisterschaft gegen Eden Sharav aus. 2014 wurde er zudem Polnischer U-21-Meister. In der Saison 2014/15 nahm er lediglich an einem PTC-Turnier teil, den Gdynia Open, bei denen er bereits in der ersten Qualifikationsrunde ausschied. Bei der U-21-Europameisterschaft 2015 gelang ihm nach Siegen gegen Amir Nardeia, Marvin Losi und Rodions Judins erstmals bei einer internationalen Meisterschaft der Einzug ins Viertelfinale, in dem er dem Deutschen Lukas Kleckers mit 3:5 unterlag. Einen Monat später wurde er durch einen 7:2-Sieg gegen Mateusz Baranowski Polnischer Meister der Herren.
Im Mai 2015 nahm Stefanów erneut an der Q School teil, verpasste aber erneut die Qualifikation für die Main Tour, nachdem er lediglich die Runde der letzten 32 beim zweiten Turnier erreicht hatte. Bei der EM 2015 zog er erneut in die Runde der letzten 32 ein, in der er gegen Lukas Kleckers ausschied. Wenige Tage später bildete er beim World Cup gemeinsam mit Mateusz Baranowski das polnische Team, das mit nur einem Sieg in der Vorrunde ausschied. In der Saison 2015/16 nahm er an zwei PTC-Turnieren teil. Nachdem er bei den Bulgarian Open 2015 in der Vorrunde ausgeschieden war, erreichte er bei den Gdynia Open 2016 die Runde der letzten 128. Im Februar 2016 zog er bei der in Breslau ausgetragenen Europameisterschaft ins Viertelfinale ein und unterlag dort dem späteren Finalisten Jamie Rhys Clarke nur knapp mit 4:5. Bei der polnischen Meisterschaft 2016 schied er im Halbfinale gegen den späteren Sieger Tomasz Skalski aus.

### Profikarriere
Im März 2018 nahm der Pole an der erstmals ausgetragenen WSF-Meisterschaft teil. Er besiegte unter anderem Fraser Patrick und Igor Figueiredo und zog ins Finale ein. Durch eine 0:6-Niederlage gegen Luo Honghao verpasste er die mit dem Turniersieg verbundene Qualifikation für die Snooker Main Tour. Er bekam aber einen Startplatz bei der Snookerweltmeisterschaft 2018. Dort gewann er in der ersten Qualifikationsrunde gegen Gary Wilson und zog so in der zweiten Runde ein. Nach der WM war durch einen Spieler, der sich doppelt für die Main Tour qualifiziert hatte, ein weiterer Platz auf der Profitour frei geworden. Der Weltverband entschloss sich daher, dem Zweitplatzierten der WSF Championship eine Wildcard zu geben, wodurch Stefanów doch noch die Startberechtigung bei den Profiturnieren der folgenden beiden Spielzeiten erhielt.
Seine Profikarriere verlief allerdings weitaus weniger erfolgreich. Beinahe 90 % seiner Spiele verlor er. In beiden Saison, den Spielzeiten 2018/19 und 2019/20, gewann er lediglich zwei Spiele pro Saison. Diese Siege ereigneten in der ersten Saison gegen Jamie Rhys Clarke bei den English Open 2018 und gegen Ex-Weltmeister Shaun Murphy bei den China Open sowie gegen Michael White beim Riga Masters 2019 und gegen Luca Brecel bei den English Open 2019 in der zweiten seiner beiden Profispielzeiten. Zu Beginn der Saison 2019/20 war er zwar zeitweise auf der Weltrangliste auf Platz 88 geführt worden, doch am Saisonende belegte er nur noch Rang 113, weshalb er seinen Profistatus verlor. Anschließend meldete er sich zwar für die Q-School-Turniere des Jahrgangs 2020 an, trat jedoch seine Spiele nicht an.

## Erfolge

### Finalteilnahmen
| Ausgang         | Jahr | Turnier                 | Finalgegner        | Ergebnis |
| --------------- | ---- | ----------------------- | ------------------ | -------- |
| Amateurturniere |      |                         |                    |          |
| Sieger          | 2015 | Polnische Meisterschaft | Mateusz Baranowski | 7:2      |
| Zweiter         | 2018 | WSF Championship        | Luo Honghao        | 0:6      |

### Weitere Erfolge
| Polnischer U-16-Meister: | 2009, 2010, 2011 |
| Polnischer U-19-Meister: | 2009             |
| Polnischer U-21-Meister: | 2014             |